# C6 Multichat
C6 Multichat (dal 2005 denominato C6 Messenger a seguito di un restyling) era un programma di messaggistica istantanea.
Dal 27 giugno 2011 è stato sostituito dalla Virgilio Chat (servizio di messaggistica online attraverso pagine html).
Era l'unico instant messenger prodotto interamente in Italia, era un programma gratuito e permetteva di chattare in tempo reale con amici (netfriend). Si poteva chattare in privato, nelle stanze di sistema (con gli "Atlantis" e gli aspy, ovvero gli animatori) o nelle stanze create dagli utenti (in tutto circa 300).
Con C6 si poteva anche chattare in collegamento audio/video, grazie alla tecnologia di Windows NetMeeting.
Era supportato dai sistemi operativi Microsoft Windows e da GNU/Linux, con la reimplementazione "OpenC6".

## Storia
C6 era un progetto originario del sito Atlantide.it, allora chiamato C6 Multichat. È nato nel 1994, quando aveva una grafica rudimentale e non si serviva della Chiave Unica, ma solo di un nick che era scelto dalla persona durante la registrazione e di una password. Il funzionamento era rimasto pressoché invariato nel corso degli anni, poiché C6 utilizzava gli script di Internet Explorer per funzionare, ad esclusione delle modifiche e delle funzioni aggiunte nel 2005 in seguito al rinnovamento di C6 Messenger. Atlantide.it (di proprietà di Tin.it) è stato inglobato in Telecom Italia (Virgilio) che l'ha trasformato in C6 Messenger, prodotto dal Gruppo Telecom Italia, specificamente da Alice (distribuzione), Icona Srl, (sviluppo, progetto e server) ed Opendoc (grafica).
Dalla versione 6.2 era possibile inserire in buddylist utenti del sistema Gmail/GTalk (Google Mail) e chattare con loro in tempo reale. Qualunque sistema di instant messaging pubblico basato sul protocollo XMPP poteva interoperare con i server di C6 (Tiscali Communicator, Gizmo Project, jabber.linux.it e molti altri).
La versione 7.0 di C6 Messenger (luglio 2007) aveva introdotto un nuovo modulo di comunicazione audio/video che soppiantava il vecchio NetMeeting con prestazioni decisamente migliori e basato su codec (Speex e Theora) e protocolli (XMPP/JEP) aperti.
Nel 2009 era stata tentata anche la strada della telefonia mobile, tramite il framework Wamaja sviluppato da Icona, realizzando "web app" ottimizzate per i cellulari.
Dal 27 giugno 2011 C6 Messenger non è più attivo a causa della migrazione su Virgilio Chat.

## Accesso
Per accedere era necessario un indirizzo email sui domini virgilio.it, tin.it o alice.it (cioè di Chiave Unica), oppure era possibile registrare un nickname utilizzando un proprio indirizzo di email come chiave unica (da luglio 2007) senza quindi registrarsi nel dominio alice.it.

## Stati
L'utente poteva impostare quattro stati predefiniti: "disponibile", "solo amici" (agli utenti non appartenenti alla Lista Amici veniva visualizzato un messaggio automatico), "impegnato" (in questo caso il messaggio automatico veniva inviato anche agli utenti della Lista Amici) e "assente" (automaticamente dopo un tempo prestabilito).
Quando l'utente impostava gli stati "solo amici" o "impegnato", i messaggi inviati dall'altro utente venivano salvati in una finestra chiamata "Segreteria". In questo modo, quando l'utente ritornava, poteva vedere i messaggi ed, eventualmente, rispondere. Era possibile rendersi non contattabili da utenti indesiderati, inserendoli in "lista nera".

## Funzione Cerca Amici
Con la funzione "Cerca amici" si potevano cercare nick con i quali parlare. Si potevano trovare secondo alcuni criteri: nickname, età, provenienza, sesso, gusti personali e, nelle ultime versioni, indirizzo email. In caso di ricerca positiva, veniva visualizzata in una lista i nickname in linea e con accanto l'icona del proprio stato: disponibile (verde), solo amici (giallo), impegnato (rosso) e assente (grigio).
Nelle ultime versioni era possibile chattare anche con i contatti di Google Talk.

## Altri client - OpenC6 (versione per GNU Linux e MacOS)

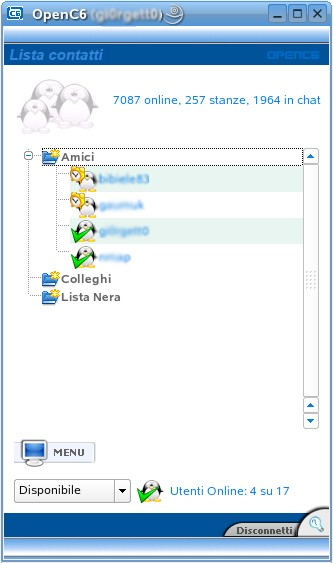
Schermata di OpenC6

OpenC6 (ultima versione 0.9.9) era un programma che usava il protocollo C6 e che era installabile solo su macOS o Linux. Era disponibile sotto licenza GNU GPL ed è stato sviluppato da Giorgio Alfarano, grazie anche agli sforzi dell'Open C6 Project, fondato invece da Alessio Periloso, che ha effettuato il reverse-engineering del protocollo, ha redatto la documentazione in merito ed ha sviluppato un primo client.
Il progetto del client OpenC6 è ospitato su SourceForge.
Era possibile utilizzare la rete C6 anche in Miranda IM. Per questo programma era stato infatti sviluppato un plug-in che consentiva l'accesso alla rete C6. Questo componente non era inserito nella versione base del programma ma poteva essere facilmente scaricato dal sito ufficiale del o dal sito degli sviluppatori.